# ثينيسوس (كرسي لقبي)
ثينيسوس (بالإغريقية: Θεννησος)‏ كانت بلدة في مقاطعة أوجستامنيكا الأولى. كانت تقع على الفرع التانيتي لنهر النيل. موقعها الآن المعروف باسم تل تنيس أو كوم تنيس، للشرق من بحيرة المنزلة قرب قناة السويس. ولايزال بها بقايا وأطلال ومقابر من العصر الروماني والعصر الإسلامي.
كانت أبرشيتها أحد كراسي أبرشية الفرما، عاصمة المقاطعة وكرسي أسقفيتها.
وصف كاسيان الجزيرة في حواراته. وسكانها المشتغلون بالتجارة، وأرضها الغير صالحة للزراعة.
| ثينيسوس (كرسي لقبي) | وهكذا أتينا بعد رحلة بحرية طويلة إلى مدينة في مصر تدعى تينيسيس Thennesus ، وسكانها محاصرون إما بالبحر وإما بالبحيرات المالحة حتى أنهم يتخصصون في الأعمال فقط، ويكتسبون ثروتهم وقوتهم من التجارة البحرية حيث تعوزهم الأرض لدرجة أنهم متى أرادوا بناء منازل لا يجدون في الواقع ترابا كافيا لهذا، ما لم يحضروه بالقوارب من بعيد. | ثينيسوس (كرسي لقبي) |

عام 451 أدان مجمع خلقيدونية أسقفها هيرون Heron، لعدم لعنه البطريرك ديوسقوروس الأول.
نزل بها خلال القرن الثامن بطريرك أنطاكية ديونيسيوس التلمحري. في حوالي عام 870، استقبل السكان (وكانت أغلبيتهم من المسيحين) الراهب برنارد الحكيم استقبالا حسنا. ذُكِرَت ثينيسوس أيضًا في قوائم الأبرشيات القبطية.